# 청량징관
청량징관(淸凉澄觀, 738~839)은 8세기 중국 당나라 승려로 화엄종의 4조이다. 속성은 하후(夏侯), 자는 대휴(大休), 시호는 청량(淸凉), 현재 중국 절강성 소흥현 출신이다.
박학다식해서 많은 경전을 공부하고, 많은 저서를 남겼다. 내전은 화엄경, 법화경, 천태학, 우두선, 남종선, 북종선, 삼론교학을 배웠다. 외전 중국의 구류이학(九類異學)인 경전자사(經傳子史)을 비롯하여, 인도의 4베다, 5명(明)까지 공부했다. 총 42종 600권의 저서를 남겼는데, 현재 전해지는 것은 21종 400여권이다.
대표 저서로는 80권화엄경에 주석을 단 화엄경소(華嚴經疏)가 있다.

## 생애
9살에 체진대사 문하에서 출가득도하고, ‘이관(理觀)’을 수행했다. 스승 법선화상으로부터 화엄을 전해받고, 법계는 모두 너에게 있다고 인가를 받았다. 10가지 세원을 세워서 수행을 철저히 했다.
776년 오대산의 여러 사찰을 순례하고, 대화엄사에서 <화엄경>을 강의하면서 주석서를 지었다. 796년에 반야(般若)가 주관하는 40화엄경 번역에 참여했고, 주석서를 지었다.

## 청량징관에 대한 찬송

### 송광사 화엄전에 있는 청량징관 진영에 적힌 영찬
전라남도 순천시 송광사 화엄전에 있는 청량진관의 진영에 적힌 찬송이다.
비로자나회해에서 보문의 지혜를
누가 그 정신을 화엄경에서 얻었을까?
감로법을 기울여 남긴 모습은 맑고 영원해
두루 마시게 하니 모두가 아름답고, 환영을 눈여겨보면
어떻게 홀로 칠제(七帝)의 사표이며 진실된 만세의 모범일까.

### <무경실중어록(無竟室中語錄)> 진영 상찬
무경자수(無竟子秀, 1664~1727)가 청량국사 진영을 보고 지은 상찬(像讚)이다.
종이 위에 누가 공의 도리를 전하는 그림을 그렸는가?
국사의 진실하고 미묘한 참모습이여,
입은 불조의 산하를 다 마시고 눈은 하늘과 땅에 걸리니,
해와 달을 한가롭게 하며 도행은 우주에 현풍을 떨쳤다.
드높은 명망은 인천의 덕해에 너그러움이 되고
상이 없는 상 가운데 모범된 상으로
모든 사람들로 하여금 본래 면목을 반조하게 하네

## 저서
- 화엄경소(華嚴經疏)
- 화엄경소초(華嚴經疏鈔)
- 연의초

| 전임 법장 (당나라) | 제4대 중국 화엄종의 조사 738년 ~ 839년 | 후임 규봉종밀 |

1. ↑  군포 정각사 주지 정엄스님 (2007년 6월 5일). “18.청량국사 징관”. 《불교신문》. 불교신문. 2024년 2월 8일에 확인함. 화엄종 제4조로 추앙받고 있는 청량국사 징관(澄觀, 738~839)의 성씨는 하후(夏侯), 자는 대휴(大休), 시호는 청량이며, 지금의 중국 절강성 소흥현 출신이다.
2. ↑  군포 정각사 주지 정엄스님 (2007년 6월 5일). “18.청량국사 징관”. 《불교신문》. 불교신문. 2024년 2월 8일에 확인함. 내전은 화엄 이외에 법화.천태학, 우두선, 남종선, 북종선, 삼론교학을 배웠으며, 외전은 경.전.자.사(經傳子史)를 비롯한 중국의 구류이학(九類異學)은 물론 인도의 4베다.5명(明)등을 두루 섭렵했다. 그의 박학다식함은 대흥선사에서 진행된 역경장에 참가하여 6년간 경전 77부를 번역하는데 기여했다. 저서는 총 42종 600여권 가운데 현재 21종 400여권이 남아있다.
3. ↑  군포 정각사 주지 정엄스님 (2007년 6월 5일). “18.청량국사 징관”. 《불교신문》. 불교신문. 2024년 2월 8일에 확인함. 화엄을 전해준 스승 법선화상으로부터 ‘법계는 모두 너에게 있다’고 인가를 받았다. 화엄뿐만 아니라 계율을 익히고, 열 가지의 서원을 세우는 등 수행을 철저히 했다.
4. ↑  해제=정안스님 설명=문화부 문화재팀장 이용윤 (2017년 2월 20일). “[진영에 깃든 선사의 삶과 사상] <93> 청량징관(淸凉澄觀)”. 《불교신문》. 불교신문. 2024년 2월 8일에 확인함. 776년 오대산의 여러 사찰을 순례하고 대화엄사에서 <화엄경>을 강의하면서 주석서를 지었으며, 또한 796년에 반야(般若)가 주관하는 40화엄경 번역에도 참여하고 이에 대한 주석서를 짓기도 했다.
5. ↑  해제=정안스님 설명=문화부 문화재팀장 이용윤 (2017년 2월 20일). “[진영에 깃든 선사의 삶과 사상] <93> 청량징관(淸凉澄觀)”. 《불교신문》. 불교신문. 2024년 2월 8일에 확인함. 비로자나회해에서 보문의 지혜를/ 누가 그 정신을 화엄경에서 얻었을까?// 감로법을 기울여 남긴 모습은 맑고 영원해/ 두루 마시게 하니 모두가 아름답고, 환영을 눈여겨보면/ 어떻게 홀로 칠제(七帝)의 사표이며, 진실된 만세의 모범일까.
6. ↑  해제=정안스님 설명=문화부 문화재팀장 이용윤 (2017년 2월 20일). “[진영에 깃든 선사의 삶과 사상] <93> 청량징관(淸凉澄觀)”. 《불교신문》. 불교신문. 2024년 2월 8일에 확인함. 무경자수(無竟子秀, 1664~1727)의 <무경실중어록(無竟室中語錄)>에는 청량국사 진영을 보고 지은 상찬(像讚)이 전한다. “종이 위에 누가 공의 도리를 전하는 그림을 그렸는가? 국사의 진실하고 미묘한 참모습이여, 입은 불조의 산하를 다 마시고 눈은 하늘과 땅에 걸리니, 해와 달을 한가롭게 하며 도행은 우주에 현풍을 떨쳤다. 드높은 명망은 인천의 덕해에 너그러움이 되고 상이 없는 상 가운데 모범된 상으로 모든 사람들로 하여금 본래 면목을 반조하게 하네